# Mitsubishi F-1
Mitsubishi F-1 je dvomotorno reaktivno nadzvočno lovsko letalo. F-1 je prvi japonski lovec razvit po 2. svetovni vojni. Razvila sta ga skupaj  Mitsubishi Heavy Industries in Fuji Heavy Industries. Na izgled je precej podoben francosko/britanskemu SEPECAT Jaguarju, sicer uporablja iste motorje Rolls-Royce Turbomeca Adour, ima različne druge sisteme. Vzdevek letala je tudi "Supersonic Rei-Sen". Edini uporabnik so bile Japonske letalske sile.

## Specifikacije (F-1)
Podatki iz Mitsubishi's Sabre Successor
Splošne karakteristike
- Posadka: 1
- Dolžina: 17,86 m (58 ft 7 in)
- Razpon kril: 7,88 m (25 ft 10¼ in)
- Višina: 4,48 m (14 ft 8⅓ in)
- Površina kril: 21,2 m² (228 ft²)
- Teža praznega letala: 6358 kg (14017 lb)
- Maks. vzletna teža: 13674 kg (30146 lb)
- Pogon letala: 2 × Ishikawa-Harima TF40-801A turbofan
  - Potisk motorjev (suh): 22,8 kN (5115 lbf)  vsak
  - Potisk motorjev z dodatnim zgorevanjem: 35,6 kN (7305 lbf) vsak

 Zmogljivost 
- Maks. hitrost: 1700 km/h (918 vozlov, 1056 mph) na 11000 m (36100 ft)
- Bojni radij: 556 km (483 nmi, 346 milj) Način visoko-nizko-visoko, oborožen z dvema raketama  ASM-1 in 830 litrskim zunanjim rezervoarjem
- Največji doseg: 2870 km (1552 nmi, 1785 milj) (maks. zunanje gorivo)
- Višina leta: 15240 m (50000 ft)
- Hitrost vzpenjanja: 118 m/s (35000 ft/min)
- Obremenitev kril: 645 kg/m² (132 lb/ft²)
- Čas do višine 11000 m (36100 ft): 2,0 min

Oborožitev

- Strelno orožje: 1× 20 mm (0.787 in) M61 Vulcan Gatlingov top
- Nosilci za orožje: 5, en pod trupom, 4 pod krili